# Weißenberg
Weißenberg (górnołuż. Wóspork, wymowaⓘ) – miasto w Niemczech, w kraju związkowym Saksonia, w okręgu administracyjnym Drezno, w powiecie Budziszyn, na Łużycach Górnych. W 2019 miasto liczyło 3 125 mieszkańców.
Miasto znajduje się w oficjalnym obszarze osadniczym Serbołużyczan.

## Dzielnice miasta
- Belgern (Běła Hora)
- Cortnitz (Chortnica)
- Drehsa (Droždźij)
- Gröditz (Hrodźišćo)
- Grube (Jama)
- Kotitz (Kotecy)
- Lauske (Łusk)
- Maltitz (Malećicy)
- Nechern (Njechorń)
- Nostitz (Nosaćicy)
- Särka (Žarki)
- Spittel (Špikały)
- Weicha (Wichowy)
- Wuischke (Wuježk)
- Wurschen (Worcyn)

## Historia
Około 1000 roku obszar osadnictwa słowiańskiego. W 1228 miejscowość wzmiankowana w dokumencie króla czeskiego, w 1239 była siedzibą czeskiego wójta. Pozostawała częścią Czech do 1635, gdy na mocy pokoju praskiego przeszła pod panowanie Saksonii, a od 1871 w granicach Niemiec. W 1661 miały miejsce zamieszki w mieście, obalony został magistrat, w czasie III wojny północnej na początku XVIII w. miasto splądrowały przechodzące wojska, a w 1787 wybuchł wielki pożar, który strawił ponad 100 domów i budynków gospodarczych. Miasto ucierpiało także w czasie II wojny światowej w kwietniu 1945.

## Współpraca
Miejscowość partnerska:
- Deckenpfronn, Badenia-Wirtembergia